# Laver Cup
La Copa Laver, coneguda oficialment com a Laver Cup, és un torneig de tennis internacional masculí que es disputa sobre pista dura interior. Es disputa anualment a excepció dels anys olímpics, entre un equip europeu i un de mundial, aquest format per tennistes de països no europeus. Se celebra dues setmanes després del US Open amb una seu rotativa.
Tots els participants de l'equip guanyador reben un premi de 250.000 dòlars. El maig de 2019 va ser inclòs oficialment dins el calendari de l'ATP.

## Història
El torneig fou creat per l'empresa de representació de Roger Federer, TEAM8, l'empresari brasiler Jorge Paulo Lemann i la federació australiana de tennis anomenada Tennis Australia. El nom prové de la llegenda tennística australiana Rod Laver, un dels tennistes més importants en la història del tennis.

## Format
El torneig se celebra durant tres dies entre dos equips, un format per jugadors europeus i un per la resta de territoris del món. Cada dia es disputen tres partits individuals i un de dobles, de manera que es disputen un total de nou partits individuals i tres de dobles. Les victòries del primer dia suposen un punt, les del segon dia dos punts, mentre que les victòries del tercer dia representen tres punts. El primer equip que aconsegueixi tretze punts és el guanyador del torneig. Aquesta sistema de puntuació implica que cap dels dos equips podrà erigir-se guanyador fins al tercer dia. Segons les combinacions de punts, pot ser que en disputar tots els partits s'arribi a un empat a dotze punts, en aquest cas es disputaria un partit individual addicional per establir l'equip guanyador.
Cada equip està compost per sis tennistes més un de suplent en cas de lesió. Cada equip té un capità i un sots-capità que realitzen les funcions d'entrenadors però no disputen cap partit. Els sis tennistes han de participar en almenys un partit individual però en dos com a màxim, mentre que en els partits de dobles almenys hi ha d'haver quatre tennistes diferents. Tots els partits es disputen a un màxim de tres sets, el tercer dels quals es resol amb un super-tiebreak a deu punts.

## Palmarès
| Any  | Campió                                                 | Resultat                                               | Finalista                                              | Recinte                                                | Localització                                           | Capità Europa                                          | Capità Món                                             |                                                        |
| ---- | ------------------------------------------------------ | ------------------------------------------------------ | ------------------------------------------------------ | ------------------------------------------------------ | ------------------------------------------------------ | ------------------------------------------------------ | ------------------------------------------------------ | ------------------------------------------------------ |
| 2017 | Equip Europa                                           | 15 − 9                                                 | Equip Món                                              | O2 Arena                                               | Praga, República Txeca                                 | Björn Borg                                             | John McEnroe                                           |                                                        |
| 2018 | Equip Europa                                           | 13 − 8                                                 | Equip Món                                              | United Center                                          | Chicago, Estats Units                                  | Björn Borg                                             | John McEnroe                                           |                                                        |
| 2019 | Equip Europa                                           | 13 − 11                                                | Equip Món                                              | Palexpo                                                | Ginebra, Suïssa                                        | Björn Borg                                             | John McEnroe                                           |                                                        |
| 2020 | Esdeveniment suspès a causa de la pandèmia de COVID-19 | Esdeveniment suspès a causa de la pandèmia de COVID-19 | Esdeveniment suspès a causa de la pandèmia de COVID-19 | Esdeveniment suspès a causa de la pandèmia de COVID-19 | Esdeveniment suspès a causa de la pandèmia de COVID-19 | Esdeveniment suspès a causa de la pandèmia de COVID-19 | Esdeveniment suspès a causa de la pandèmia de COVID-19 | Esdeveniment suspès a causa de la pandèmia de COVID-19 |
| 2021 | Equip Europa                                           | 14 − 1                                                 | Equip Món                                              | TD Garden                                              | Boston, Estats Units                                   | Björn Borg                                             | John McEnroe                                           |                                                        |
| 2022 | Equip Món                                              | 13 − 8                                                 | Equip Europa                                           | The O2 Arena                                           | Londres, Regne Unit                                    | Björn Borg                                             | John McEnroe                                           |                                                        |
| 2023 | Equip Món                                              | 13 − 2                                                 | Equip Europa                                           | Rogers Arena                                           | Vancouver, Canadà                                      | Björn Borg                                             | John McEnroe                                           |                                                        |
| 2024 | Equip Europa                                           | 13 − 11                                                | Equip Món                                              | Mercedes-Benz Arena                                    | Berlín, Alemanya                                       | Björn Borg                                             | John McEnroe                                           |                                                        |